# Édouard Andréa
Pour les articles homonymes, voir Andréa.
Édouard Andréa, né le 29 avril 1871 à Arbent (Ain) et mort le 18 février 1954 à Guebwiller, est un général de division et écrivain militaire français, grand officier de la Légion d'honneur.
Il se distingue lors de la Première Guerre mondiale puis surtout au sein de l'armée du Levant, tout d'abord contre les Turcs de Kemal Atatürk lors de la campagne de Cilicie, où, à la tête du 19e régiment de tirailleurs algériens (19e RTA), il se rend célèbre par la victoire d'Aïntab en février 1921, puis contre les Druzes de sultan el-Atrache lors de la révolte de 1925-1926.

## Biographie

### Famille
Issu d'une famille modeste, Édouard Andréa est le fils d'Auguste Andréa, aplatisseur à Arbent et Marie Adélaïde Delphine Mermet, modiste, domiciliés à Oyonnax.

### Jeunesse
Diplômé de l'École militaire d'infanterie, il est promu sous-lieutenant au 141e régiment d'infanterie (141e RI) le 1er avril 1895,.
Promu lieutenant en avril 1897, il est détaché au service géographique de l'armée, employé au levé des cartes de l'Algérie et de la Tunisie de 1897 à 1901 et du Tonkin de 1901 à 1905,.
En décembre 1906, il est fait chevalier de la Légion d'honneur et capitaine au choix du 55e régiment d'infanterie (55e RI) en mars 1907,.
En 1912, il est nommé professeur adjoint de topographie à Saint Cyr,.

### Première Guerre mondiale
À la mobilisation, il est affecté au 219e régiment d'infanterie (219e RI),.
En septembre 1914, le capitaine Andréa est blessé au bras droit et rejoint le front à l'état-major de la 5e armé,.
En février 1915, il est promu chef de bataillon et affecté à la division marocaine à la tête d'un bataillon du 8e régiment de zouaves avec lequel il prend part à la bataille de l'Artois (mai-juin 1915). Il est cité à l'ordre de l'armée, : « Les 9, 10 et 11 mai [1915] a entrainé son bataillon à l'assaut de tranchées formidablement défendues ; a arrêté toutes les contre-attaques ennemies ; s'est montré, comme toujours, chef ardent, courageux et avisé »,.
Du 18 août 1915 au 11 septembre 1916, il est en mission auprès du ministre des Affaires étrangères.
Le 12 septembre, il passe à l'état-major de la 4e armée jusqu'au 14 avril 1917. Il est alors affecté au 27e régiment d'infanterie (27e RI), avec lequel il prend part aux offensives d'avril 1917. Il est cité à l'ordre de la division pour ses faits d'arme du 15 au 18 août 1917,.
En décembre 1916, il a été promu officier de la Légion d'Honneur.
En septembre 1917, il est promu lieutenant-colonel à titre temporaire et placé au commandement du 95e régiment d'infanterie (95e RI) qui tient le secteur de la Main de Massiges pendant près d'un an. Il est intoxiqué par gaz ypérite le 8 août 1918. Il se distingue à nouveau le 25 et 26 octobre 1918, à l'attaque de la Hunding-Stellung, où il est blessé par éclat d'obus. Son régiment est cité à l'ordre de l'armée, : « Le 95e régiment d'infanterie vient, une fois de plus, d'affirmer, sous le commandement du lieutenant-colonel Andréa, ses qualités de courage, d'énergie, d'habileté manœuvrière en enlevant d'assaut le 25 octobre 1918, la position Hunding, opiniâtrement défendue par l'ennemi, faisant 150 prisonniers dont 6 officiers, capturant plusieurs canons, de nombreux miner, plus de 60 mitrailleuses et un matériel considérable. (Décision du G. Q. G., no 38.312, du 28 novembre 1918) »,.

### Armée du Levant

#### Campagne de Cilicie (1920-1921)
Après l'armistice du 11 novembre 1918, le lieutenant-colonel Andréa est envoyé en Hongrie où il où il est placé à la tête du 157e régiment d'infanterie (157e RI), puis à Constantinople où il prend le commandement du 19e régiment de tirailleurs algériens (19e RTA),.
En novembre 1919, il part avec son nouveau régiment pour la Syrie, où on lui confie le commandement de colonnes importantes lors de la campagne de Cilicie contre les Turcs de Kemal Atatürk,.
Dans cette campagne de Cilicie, l'armée française se bat notamment pour « sauver l’honneur et secourir les Arméniens rescapés des massacres et des déportations dans le désert syrien ».
Au commandement du 19e RTA, rattaché à la 2e division du Levant du général Maurice de Lamothe, il prend part en décembre 1919 à l'occupation de Barbeck puis, en mars 1920, au ravitaillement de la garnison d'Aïntab. Il est cité à l'ordre de l'armée pour ses faits d'armes, : « En mars 1920, chargé de conduire un important convoi de ravitaillement à Aïntab, à travers un pays complètement hostiles, a dû s'ouvrir la route par trois jours de combat contre un ennemi tenace, bien anisé et manoeuvrier. A brisé toutes les résistances, causant à l'adversaire des pertes retentissantes, et grâce à l'habileté de ses dispositions put amener à la garnison d'Aïntab son ravitaillement au complet. Au retour, sut encore infliger un sanglant échec aux bandes insurgées, remplissant entièrement sa mission avec le minimum de pertes pour ses troupes. »,.
Il prend part ensuite au dégagement et retrait de la garnison française de Tall Abyad qui se trouve coupée de l'arrière depuis deux mois,.
C'est ensuite lors du siège d'Aïntab d'août 1920 à février 1921, qu'il se rend célèbre, lorsque ses tirailleurs algériens tiennent tête à une importante division régulière turque armée de pièces de gros calibres et de canons de campagne et renforcée par des contingents de partisans levés dans le pays. Les combats se terminent par la victoire française,,, et Andréa reçoit les félicitations du haut commissaire, Henri Gouraud, et du ministre de la guerre : « 1-Je vous prie, au nom du Gouvernement, de transmettre mes vives félicitations pour le succès dû à leur endurance et à leur bravoure en dépit des rigueurs du climat et des attaques de l'ennemi, aux troupes qui ont pris part aux opérations d'Aïntab et aux chefs qui les ont dirigées d'une façon si brillante. 2-Lieutenant-colonel Andréa est inscrit d'office au tableau pour le grade de colonel. Le général Gouraud y joint ses plus vives félicitations aux braves troupes qui ont vaincu le climat et à leur valeureux chef colonel Andréa ».

#### Confins de l'Euphrate et Haute-Djézireh (1923-1924)
Andréa rentre en France en juillet 1921 et prend le commandement du 27e régiment d'infanterie (27e RI) à Dijon,.
En juin 1923, il repart pour le Levant où on lui confie le commandement des confins de l'Euphrate avec la direction politique et administrative des territoires arabes ; il y obtient la citation suivante : « Après avoir écrit sur les champs de bataille une page glorieuse entre toutes, a su pendant plus d'un an, par une politique et une administration aussi fermes qu'habiles, assurer la pacification, puis la tranquillité des confins de l'Euphrate. En octobre 1924, a pénétré presque seul en Haute-Djézireh, zone qui n'avait pas été parcourue depuis les incidents sanglants de juillet 1923, et par son ascendant personnel, a amené la soumission de tribus jusqu'alors dissidentes ».

#### Révolte druze (1925-1926)
En juillet 1925, la révolte débute au Djebel el-Druze par l'attaque et le massacre de la colonne du capitaine Normand lors de la bataille d'al-Kafr le 21 juillet puis de la colonne Michaud le 3 août lors de la bataille d'al-Mazraa. Plusieurs centaines de soldats de l'armée du Levant sont tués.
En septembre 1925, Andréa est nommé commandant de l'infanterie de la colonne du général Gamelin et chargé de débloquer la garnison française assiégée dans Soueïda. La ville est dégagée le 23 septembre.
La révolte s'étend en octobre à Damas.
En décembre 1925, Andréa est promu général de brigade, nommé gouverneur militaire de Damas et commandant de la région Damas-Djebel-Druze.
En avril 1926, le général Gamelin lui donne le commandement de 10 000 hommes afin de reprendre le Djebel el-Druze. Il s'illustre par ses résultats à Soueïda ou le 25 avril, après un bref combat, les Français sont à nouveau maitre de la forteresse de la capitale druze, puis à Salkhad, au sud du djebel, prise le 4 juin. Grâce aux méthodes du général Andréa qui consistent à s'appuyer sur un recrutement local de partisans, le Djebel est entièrement reconquis.
Après la pacification complète de la région, il quitte le pays en novembre 1926.

### Retour en France

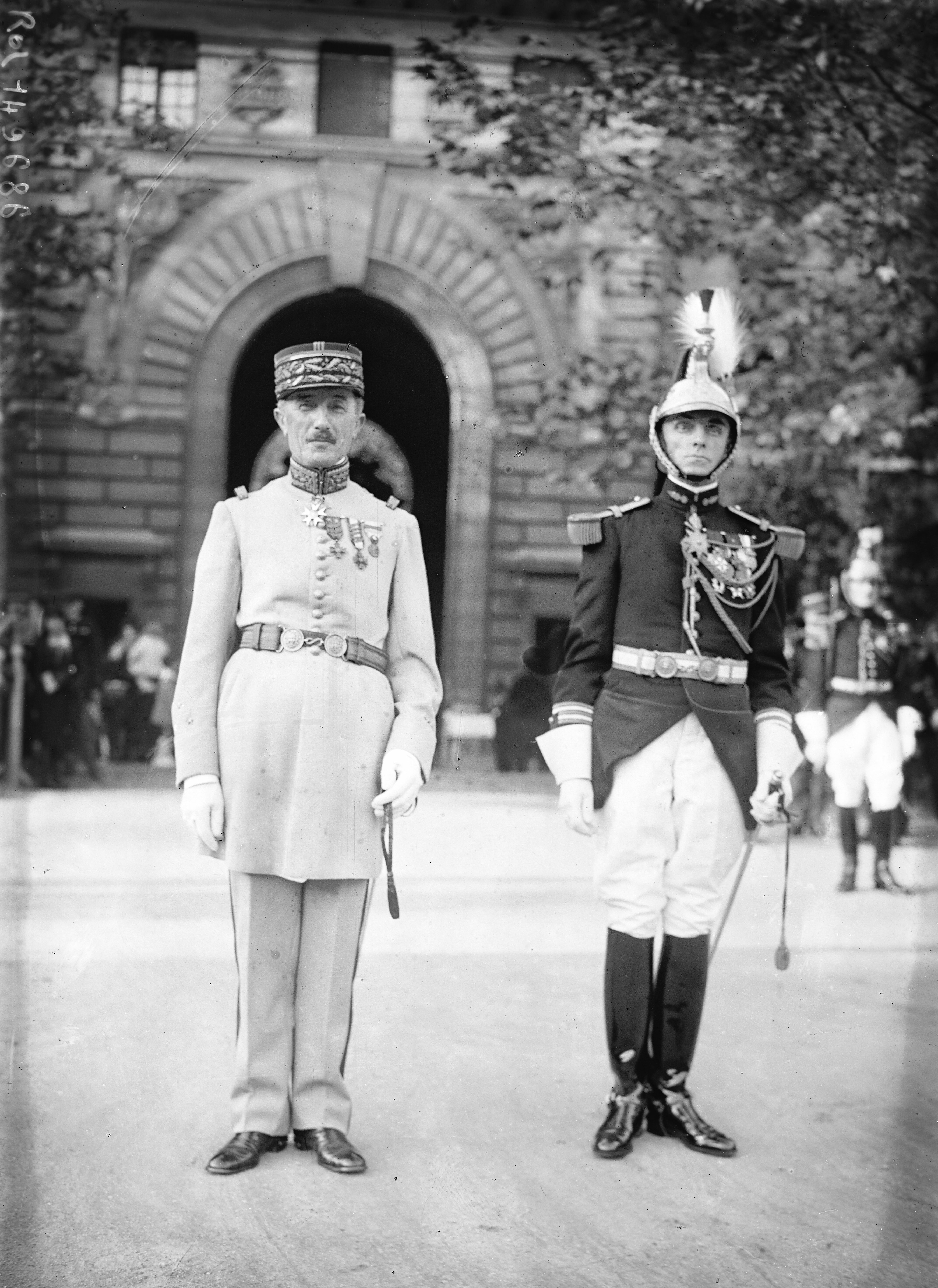
Caserne des Célestins à Paris. Le général Andréa et le lieutenant-colonel Gibaux, nouveau colonel de la Garde républicaine (1930)

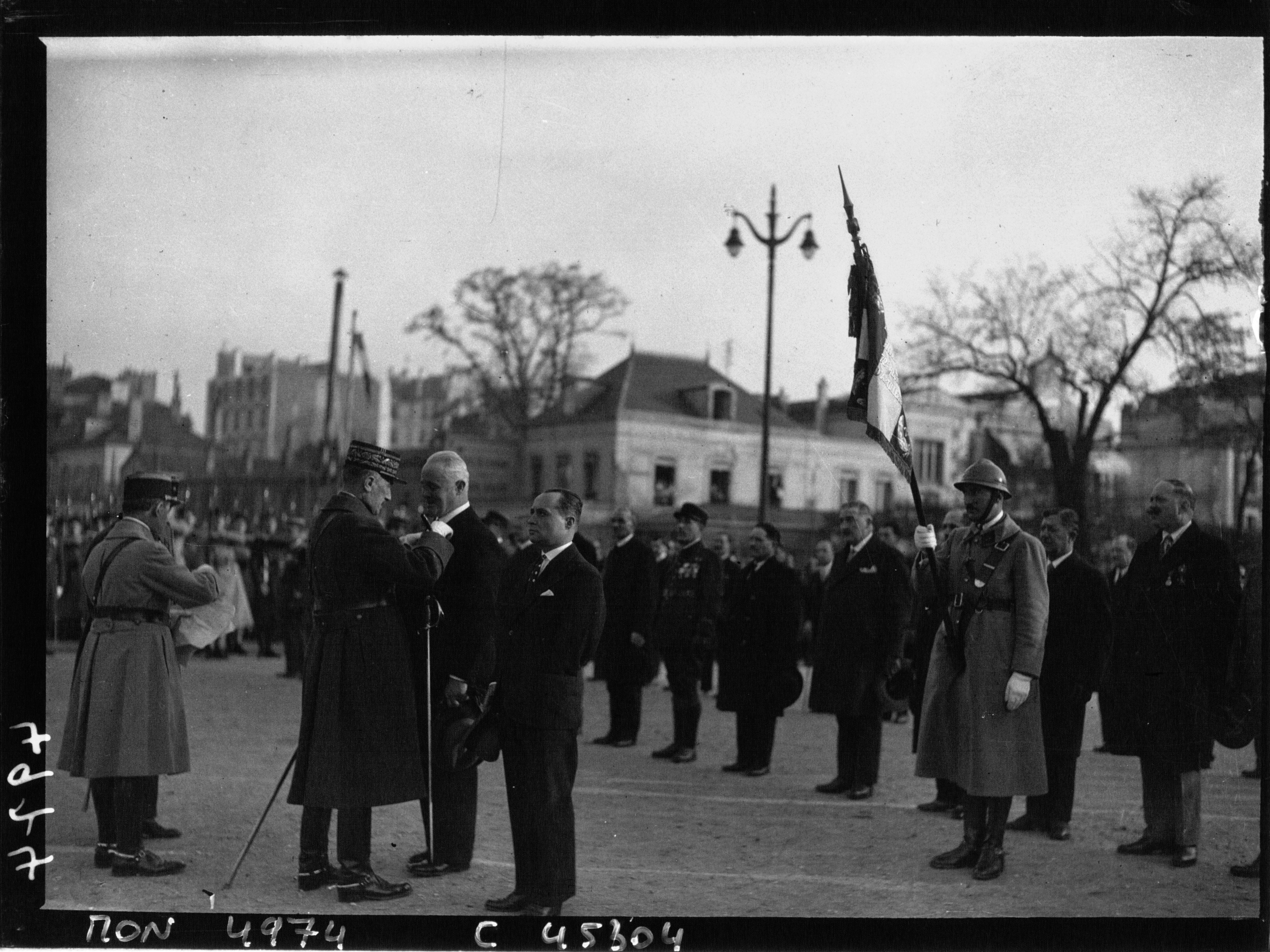
Prise d'armes devant la mairie de Vincennes - le général Andrea, commandant la place de Paris, remet des décorations à d'anciens combattants (1932)

En France, il suit d'abord les cours du Centre des hautes études militaires puis commande l'École militaire d'infanterie de Saint-Maixent.
En juin 1930 il prend les fonctions de commandant de la place de Paris.
Il est nommé général de division par décret du 13 août 1930.
Le 29 décembre 1932 il est élevé à la dignité de grand officier de la Légion d'honneur.
En 1937, il publie un ouvrage « capital » sur la révolte druze de 1925-1927, La révolte Druze et l’insurrection de Damas 1925-1926 aux éditions Payot.
Il meurt à Guebwiller le 18 février 1954, âgé de 83 ans.

## Décorations
- Grand officier de la Légion d'honneur (29 décembre 1932)[16]
- Croix de guerre 1914–1918 (2 palmes, 2 étoiles d'argent, 1 étoile de bronze)
- Croix de guerre des Théâtres d'opérations extérieurs (4 palmes)
- Médaille commémorative de Syrie-Cilicie
- Officier d'académie
- Commandeur de l'ordre du Nichan Iftikhar (Tunisie)
- Officier de l'ordre du Dragon d'Annam (Indochine française)
- Officier de l'Ordre royal du Cambodge (Cambodge)

Le général Andréa compte 18 campagnes, 4 blessures et 10 citations, dont 7 à l'ordre de l'armée.

## Hommages
Lors du défilé du 14 juillet 1930, le général Andréa, alors commandant de la place de Paris, est aux côtés du général Gouraud, sur le front des troupes militaires, lors de leur présentation au Président de la République, Gaston Doumergue, accompagné du Bey de Tunis.

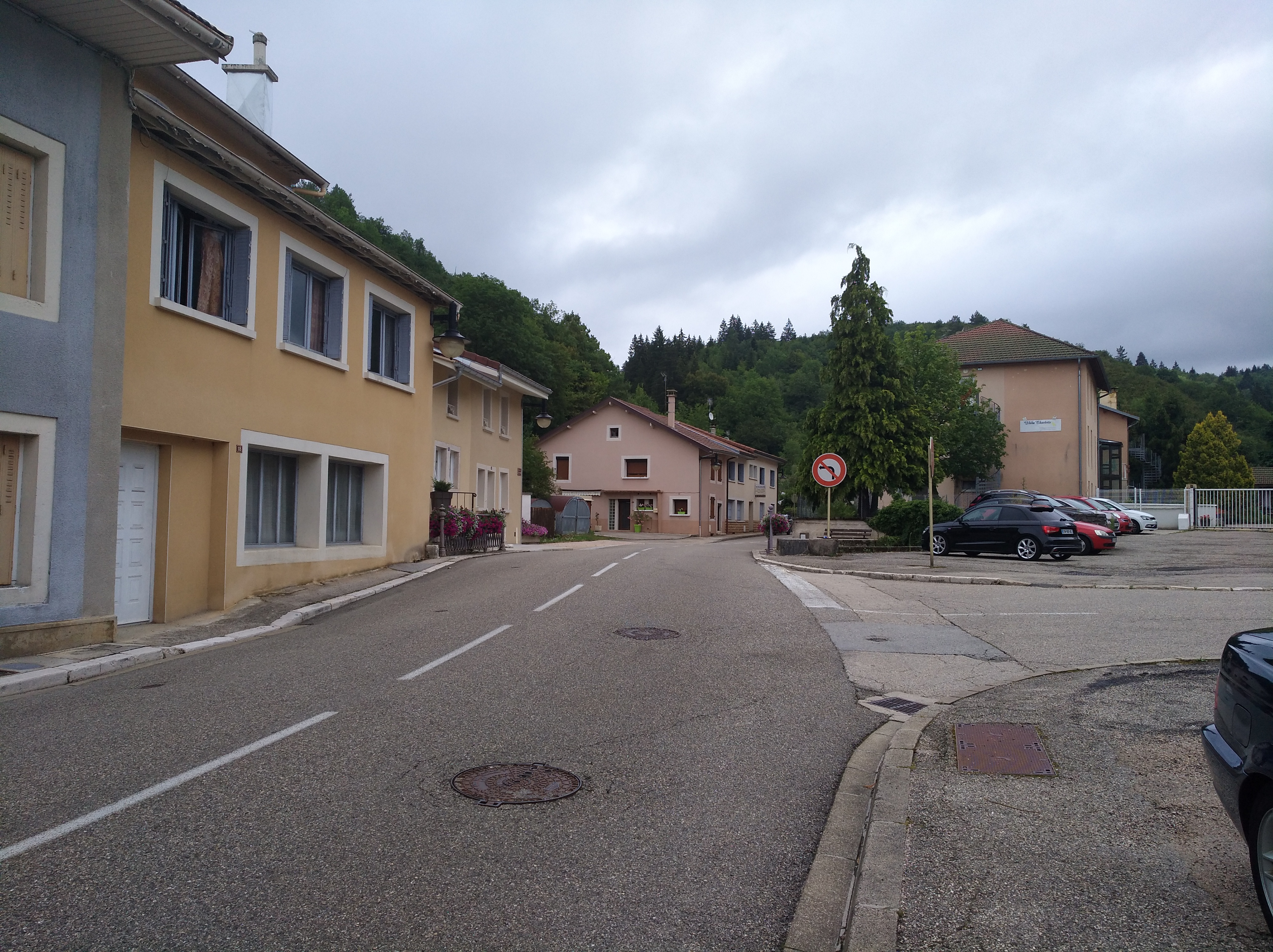
Arbent - Rue Général Andréa

Une rue porte son nom dans sa ville natale à Arbent.

## Publications
- La révolte Druze et l’insurrection de Damas 1925-1926, Payot, 1937. Voir compte-rendu du Figaro du 7 septembre 1937 [lire en ligne.
- La Vie militaire au Levant : En colonne pendant un an dans le Nord syrien et en Mésopotamie (mars 1920-mars 1921) / Siège d'Aïn-Tab, Paris, Charles-Lavauzelle et Cie, 1923, 232 p. (BNF 31720603, lire en ligne sur Gallica )

#### Ouvrages
- Charles de Gaulle et commandant Yvon, « Histoire des Troupes du Levant (1931) » dans La France et son armée , Tempus Perrin, 2016, p. 299-381. Préface de Hervé Gaymard. Nombreuses références à Andréa.
- Maurice Abadie, Les quatre sièges d'Aïntab (1920-1921), Paris, Charles-Lavauzelle et Cie, 1922, 149 p. (BNF 34086816, lire en ligne sur Gallica )
- Général Robert Normand, « Colonnes dans le Levant » dans Revue d’infanterie, numéros du 1er janvier, du 1er février et du 1er mars 1924
- Edmond Rabbath, « L'insurrection syrienne de 1925-1927 » dans Revue historique, avril 1982 [lire en ligne

#### Articles de revue ou de presse
- Le général Andréa a marqué l'histoire, Le Progrès, 02 novembre 2011
- « Biographie du général Andréa », LeTell, 27 août 1930 [en ligne
- « Aïntab la place forte kémaliste se rend aux Français », Le Petit Journal, 11 février 1921 [lire en ligne
- « Le siège d'Aïntab - souvenirs sur les derniers combats du Levant », Le Journal, 29 octobre 1921 [lire en ligne
- « La bataille pour Soueïda (25 avril 1926) », Bulletin officiel du Comité France-Orient, 1er janvier 1929 [en ligne
- « La conquête du sud de Djebel-Druse par la colonne du colonel Andréa » dans Le Gaulois, 18 juillet 1926, [en ligne

### Archives
- Fonds Andréa côte 1K 208, Service Historique de la Défense